# Dương Đức Xương
Dương Đức Xương (Tên quốc tế: Edward Yang; Chữ Hán phồn thể: 楊德昌; Chữ Hán giản thể: 杨德昌; Bính âm: Yáng Téchāng; 6 tháng 11 năm 1947 - 29 tháng 6 năm 2007) là đạo diễn nổi tiếng người Đài Loan. Ông cùng với người bạn đồng niên - đạo diễn nổi tiếng Hầu Hiếu Hiền là đầu tàu của phong trào Làn sóng mới của điện ảnh Đài Loan nổi lên từ thập niên 80 của thế kỷ 20. Phim của ông được ví như "con dao phẫu thuật xã hội Đài Loan". Ông là đạo diễn Đài Loan đầu tiên giành giải Đạo diễn xuất sắc nhất tại Liên hoan phim Cannes năm 2000 với bộ phim Yi Yi: A One And A Two.

## Tuổi trẻ
Dương Đức Xương sinh ngày 6 tháng 11 năm 1947 tại Thượng Hải. Năm 1949, sau khi Quốc Dân Đảng thất bại trong nội chiến với Đảng Cộng sản Trung Quốc, ông cùng gia đình di cư sang Đài Loan. Cha của Dương Đức Xương là giám đốc xưởng in ấn tại Đài Loan, thuở nhỏ ông sống trong gia cảnh sung túc. Trong mắt bạn bè thời đó, cuộc sống của ông được ví như hoàng tử công chúa. Chính vì thế, ông được xem khá nhiều các tác phẩm điện ảnh thế giới, đam mê với truyện tranh và hoạt hình Nhật Bản khi còn nhỏ.
Dương Đức Xương tốt nghiệp trung học phổ thông Kiến Trung và ngành Kỹ thuật điều khiển tại trường Đại Học Quốc Lập Giao thông, Đài Loan. Sau đó ông sang Hoa Kỳ, tốt nghiệp thạc sĩ Khoa học máy tính tại Đại học Florida. Sau đó ông ghi danh vào Viện nghiên cứu điện ảnh, Đại học Nam California, nhưng bỏ giữa chừng vì không thích cách dạy của trường. Ông cũng được nhận vào Khoa kiến trúc Đại học Harvard nhưng không học, sau đó quyết định làm kỹ sư công nghệ phần mềm tại Seattle. Ông làm việc ở đó bảy năm, trước khi trở về Đài Loan, gia nhập vào nền công nghiệp điện ảnh.

## Sự nghiệp điện ảnh
Trở về Đài Loan, Dương Đức Xương bắt đầu sự nghiệp với vai trò biên kịch của bộ phim The Winter of 1905. Bộ phim Lục Bình trong series 11 nữ nhân là tác phẩm đầu tay của Dương Đức Xương. Sau đó ông thực hiện phim ngắn Expectation trong In our time, bộ phim được coi là khởi đầu của Làn sóng mới điện ảnh Đài Loan cùng với ba đạo diễn khác là Đào Đức Thần, Kha Nhất Chính và Trương Nghị.
Năm 1983, ông thực hiện bộ phim điện ảnh đầu tiên, That Day On The Beach với sự tham gia của Trương Ngải Gia. Bộ phim lập tức gây chú ý với ba đề cử Kim Mã năm 1983.
Năm 1985, Dương Đức Xương thực hiện bộ phim thứ hai, Taipei Story với hai diễn viên chính là người bạn thân Hầu Hiếu Hiền và ca sĩ Thái Cầm, người sau bộ phim này trở thành vợ của ông.
Năm 1986, bộ phim Terrorizers với cách kể chuyện phi tuyến tính độc đáo đã giành giải Phim xuất sắc nhất tại lễ trao giải Kim Mã cùng nhiều đề cử khác.
Năm 1991, ông ra mắt A Brighter Summer Day, bộ phim sử thi của điện ảnh Hoa ngữ nói riêng và điện ảnh thế giới nói chung. Đây là một trong hai bộ phim xuất sắc nhất của Dương Đức Xương.
Năm 1994, ông thử nghiệm với thể loại hài kịch trong bộ phim A Confucian Confusion, bộ phim được đề cử Cành cọ vàng tại Cannes 1994.
Năm 1996, Mahjong của ông giành giải The Alfred Bauer Award tại Liên hoan phim Berlin lần thứ 46.
Năm 2000, bộ phim thứ bảy của Dương Đức Xương, Yi Yi đem về cho ông giải Đạo diễn xuất sắc nhất tại Cannes năm 2000. Bộ phim về ba thế hệ trong một gia đình trung lưu ở Đài Bắc được đánh giá là một trong những bộ phim hay nhất năm và luôn nằm trong những danh sách phim hay nhất thế kỷ 21.
Sau Yi Yi, Dương Đức Xương bắt tay vào thực hiện phim hoạt hình The Wind dựa trên cảm hứng về bức tranh Thanh Minh Thượng Hà Đồ. Nhưng đến nay, bộ phim chỉ có 9 phút và vẫn chưa hoàn thành.

## Gia đình
Năm 1985, ông kết hôn cùng ca sĩ Thái Cầm. Họ trải qua cuộc hôn nhân 10 năm không tình dục và cuối cùng ly hôn năm 1995. Sau đó ông kết hôn với nghệ sĩ piano Bành Khải Lập. Hai người có một đứa con trai tên Dương Thượng Ân, sinh năm 2000.

## Cuối đời
Sau khi thực hiện xong bộ phim Yi Yi, Dương Đức Xương bị chẩn đoán ung thư ruột kết. Ông qua đời vào ngày 29 tháng 6 năm 2007 tại nhà riêng ở Beverly Hills, Hoa Kỳ.

## Tác phẩm điện ảnh[1]
- In Our Time (1982) - "Desires"/"Expectation"
- That Day, on the Beach (1983)
- Taipei Story (1985)
- Terrorizers (1986)
- A Brighter Summer Day (1991)
- A Confucian Confusion (1994)
- Mahjong (1996)
- Yi Yi (2000)

## Giải thưởng[2]
- Taipei Story
  - Liên hoan phim quốc tế Lucano 1985, Giải thưởng Hiệp hội phê bình phim quốc tế.
- Terrorizers
  - Giải thưởng Kim Mã lần thứ 23 Giải thưởng Phim hay nhất
  - Liên hoan phim Lucano, Giải thưởng Báo bạc 1987
  - Giải thưởng phim sáng tạo và tưởng tượng nhất của Liên hoan phim London 1987
  - Liên hoan phim châu Á Thái Bình Dương, Kịch bản hay nhất
  - Liên hoan phim Besarlo 1987, Giải thưởng Đạo diễn xuất sắc nhất
- A Brighter Summer Day
  - Liên hoan phim quốc tế Singapore năm 1992, Giải thưởng đạo diễn xuất sắc nhất năm 1991
  - Giải thưởng Kim Mã cho Phim hay nhất, Giải thưởng kịch bản gốc hay nhất 1991
  - Giải thưởng đặc biệt của Liên hoan phim Tokyo, Giải thưởng phê bình phim quốc tế 1991
  - Phim hay nhất của Liên hoan phim châu Á Thái Bình Dương lần thứ 36
  - Giải thưởng năm 1991, Đạo diễn xuất sắc nhất của Liên hoan phim Nantes Ba Châu tại Pháp
  - Trưng bày tại Cuộc thi Liên hoan phim Berlin 1992
- A Confucian Confusion
  - Giải thưởng kịch bản gốc hay nhất của Giải thưởng Kim Mã lần thứ 31
  - Đề cử Cành cọ vàng tại Cannes 1994
- Mahjong
  - Liên hoan phim Berlin 1996, giải The Alfred Bauer Award của Ban giám khảo
  - Liên hoan phim Singapore 1996, Giải thưởng đạo diễn xuất sắc nhất
- Yi Yi
  - Giải thưởng đạo diễn xuất sắc nhất tại Liên hoan phim quốc tế Cannes lần thứ 53 của Pháp
  - Phim hay nhất của Liên hoan phim Bosnian Sarajevo năm 2000
  - Liên hoan phim quốc tế Toronto lần thứ 25
  - Liên hoan phim quốc tế Vancouver lần thứ 19 Canada, Giải thưởng nhân đạo trưởng Dan George
  - Liên hoan phim New York lần thứ 38
  - Liên hoan phim quốc tế Chicago năm 2000
  - Hiệp hội phê bình phim Mỹ, New York 2000, Phim nói tiếng nước ngoài hay nhất năm
  - Hiệp hội phê bình phim Mỹ, Los Angeles 2001
  - Liên hoan phim quốc tế Hồng Kông năm 2001
  - Liên hoan phim quốc tế Freiburg Thụy Sĩ lần thứ 15
  - Giải thưởng của Hiệp hội phê bình phim Pháp, đề cử Phim nói tiếng nước ngoài hay nhất 2001 của Giải thưởng César
  - Đề cử phim nói tiếng nước ngoài hay nhất năm 2001 của Hiệp hội phê bình phim quốc gia Mỹ
  - Giải thưởng Phim hay nhất và Đạo diễn xuất sắc nhất của Giải thưởng Truyền thông Điện ảnh Trung Quốc lần thứ 2